# Матюг (приток Большого Парюга)
Матюг (Северный Парюг) — река в России, протекает по Костромской и Кировской областях. Устье реки находится в 24 км по правому берегу реки Большой Парюг. Длина реки составляет 23 км, площадь водосборного бассейна — 90,8 км².

## Данные водного реестра
По данным государственного водного реестра России относится к Верхневолжскому бассейновому округу, водохозяйственный участок реки — Ветлуга от истока до города Ветлуга, речной подбассейн реки — Волга от впадения Оки до Куйбышевского водохранилища (без бассейна Суры). Речной бассейн реки — (Верхняя) Волга до Куйбышевского водохранилища (без бассейна Оки).
Код объекта в государственном водном реестре — 08010400112110000041080.